# La felicità non costa niente
La felicità non costa niente è un film del 2003 diretto da Mimmo Calopresti.

## Trama
Sergio è un uomo di successo che si divide tra il lavoro, la moglie e la giovane amante. A causa di un incidente scopre il vuoto esistenziale dentro e fuori di sé e con l'aiuto di un suo dipendente scopre che la felicità arriva dalle cose più piccole e più semplici.

## Riconoscimenti
- 2003 - David di Donatello
  - Nomination Migliore attrice non protagonista a Francesca Neri
- 2003 - Nastro d'argento
  - Nomination Migliore attrice non protagonista a Laura Betti
  - Nomination Migliore fotografia a Arnaldo Catinari
  - Nomination Migliore canzone originale (Piccolo tormento) a Avion Travel